# Arlette Marchal
Arlette Marchal (* 29. Januar 1902 in Paris; † 9. Februar (Anm.) 1984 ebenda; gebürtig Lucienne Marie Marchal) war eine französische Schauspielerin.

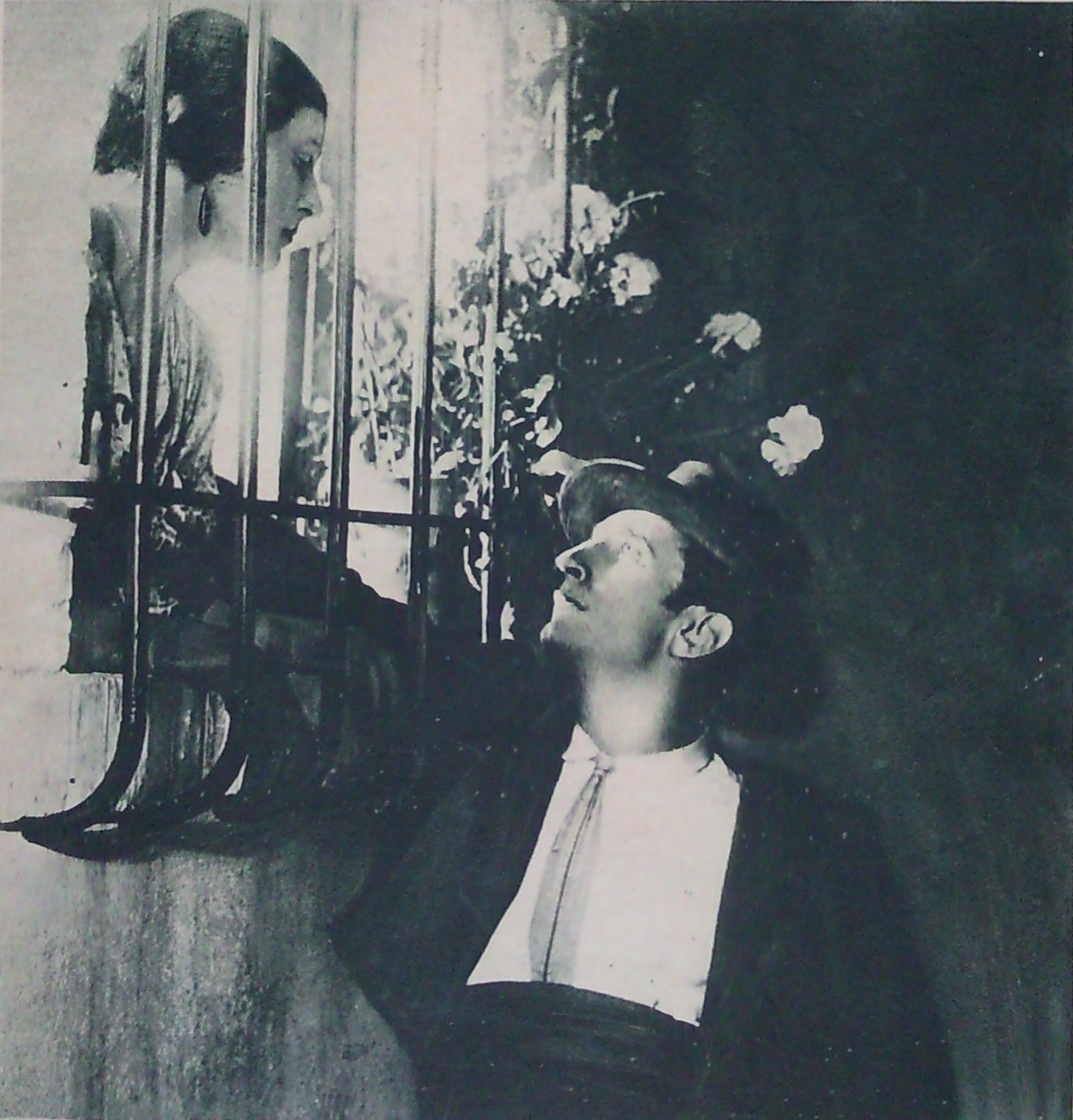
Arlette Marchal in Aux jardins de Murcie von René Hervil zusammen mit Louis Mercanton

## Leben
Sie arbeitete 1920 als Mannequin in dem Modesalon Jenny und gewann 1921 einen Schönheitswettbewerb in Aix-les-Bains. Marchal erhielt daraufhin tragende Rollen in zahlreichen Melodramen, Kostümfilmen und Filmkomödien.
Meist verkörperte sie vornehme Damen wie 1924 eine Pharaonentochter in dem österreichischen Monumentalfilm Die Sklavenkönigin. Auch in deutschen und amerikanischen Produktionen wirkte sie mit. Seit Beginn der 1940er Jahre erschien Marchal nur noch sporadisch im Film und widmete sich vorwiegend ihrem Modegeschäft.

## Filmografie (Auswahl)
- 1923: Herrin der Pussta (Das Bildnis)
- 1924: Die Sklavenkönigin
- 1925: Madame Sans-Gêne
- 1926: Die Schloßherrin vom Libanon (La châtelaine du Liban)
- 1926: Banditenehre (Forlorn River)
- 1927: Blond oder braun (Blonde or Brunette)
- 1927: Wings (Wings)
- 1927: Die Lulu von Honolulu (Hula)
- 1927: Der Gentleman von Paris (A Gentleman of Paris)
- 1928: Die Dame mit der Maske
- 1928: Der Scheidungsanwalt (Die Frau von gestern und morgen)
- 1933: Don Quichotte
- 1939: Das Gesetz des Nordens (La Loi du nord)
- 1950: Das dunkelrote Siegel (The Elusive Pimpernel)
- 1951: Ohne Angabe der Adresse (…Sans laisser d'adresse)